# Pis
Pis (tiếng Occitan: Pis) là một xã thuộc tỉnh Gers trong vùng Occitanie miền nam nước Pháp.